# Prunus huantensis
Prunus huantensis är en rosväxtart som beskrevs av Pilger. Prunus huantensis ingår i släktet prunusar, och familjen rosväxter. Inga underarter finns listade i Catalogue of Life.